# Josep Campllonch i Bosch
Josep Campllonch i Bosch (segle xvii-segle xviii) Doctor en medicina fill de Josep Campllonch i Puig i de Maria Bosch i Barba.
El 1694 morí el seu pare i la seva mare Maria Bosch es casà en segones núpcies el 1696 amb el doctor en dret Rafael Casanova i Comes. En celebrar-se les segones núpcies l'àvia de Josep Campllonch, Maria Puig, es negà a retornar el dot que la família Bosch els havia aportat pel seu primer matrimoni, fet que provocà l'enfrontament dels Puig amb el pare de Maria Bosch i Barba, l'adroguer Pau Bosch. Aquest desheretà el seu primer net, Josep Campllonch i Bosch, i nomenà hereus universals els fills que la seva filla Maria Bosch tingués amb Rafael Casanova i Comes. El 1708 morí Pau Bosch i actuaren com a marmessors del testament el mateix Josep Campllonch, aleshores encara estudiant de medicina, i Rafael Casanova. En el testament es deixaven 3.000 de la llegítima a Josep Campllonch, però amb la clàusula que en cas de discrepància d'interpretació «se dega estar al sentir i disposició de Rafael Casanova».
Aquest no feu efectiu el pagament de la llegítima recordant que la família Bosch ja havia aportat una dot de 4.750 lliures a la família Puig, una dot que aquests no havien retornat a Maria Bosch quan aquesta contragué segones núpcies, raó per la qual al·legà que les 3.000 lliures de la llegítima estaven més que saldades. Pocs mesos després Josep Campllonch inicià un plet contra Rafael Casanova i Comes reclamant el cobrament de la llegítima. L'abril de 1713 Josep Campllonch es casà amb Teresa Modolell del Puig i el juliol de 1713, després que la Junta de Braços proclamés la continuació de la guerra contra Felip V i contra França, Josep Campllonch fugí de Barcelona al·legant que la seva àvia Maria Puig era d'edat avançada i patia moltes xacres, raó per la qual no podria soportar una situació de setge, però que aquesta només accedia a fer-ho si el seu net l'acompanyava «per no tenir altra persona de qui se pogués prometrer la assistència».
Josep Campllonch retornà a Barcelona després de la caiguda de la ciutat a mans de les tropes borbòniques. Els béns de Rafael Casanova i Comes, que havia estat conseller en Cap de Barcelona, i el seu fill Rafael Casanova i Bosch, que havia estat cadet en les tropes de l'exèrcit de Catalunya, estigueren embargats per la Hisenda Reial borbònica fins al 1725. Aquell any e signà el Tractat de Viena entre Felip V i Carles d'Àustria que estipulà el retorn dels béns confiscats als austriacistes. Pocs anys després, el 1733, el fill de Josep Campllonch, el notari Fèlix Campllonch i Modolell del Puig, reobrí el plet reclamant el cobrament de les 3.000 lliures de la llegítima més els interessos de demora acumulats des del 1708, un plet que s'allargaria fins al 1744.